# Svatomír Recman
Svatomír Recman (* 29. prosince 1952 Karviná) je český politik a systémový inženýr, v letech 1992 až 2006 poslanec České národní rady a následně Poslanecké sněmovny PČR, v letech 2008 až 2020 zastupitel Moravskoslezského kraje (z toho v letech 2008 až 2016 náměstek hejtmana), v letech 1990 až 2014 zastupitel města Frýdek-Místek, člen KSČM.

## Biografie
Absolvoval obor systémové inženýrství na Ekonomické fakultě Vysoké školy báňské v Ostravě. Byl pak zaměstnán jako programátor, později pracoval coby matematik-analytik a systémový inženýr. Za normalizace od počátku 80. let 20. století působil v krajském i celostátním aparátu KSČ na úseku ekonomiky a národohospodářské politiky, přičemž členem KSČ byl od roku 1974. Je rozvedený, má syna.
Ve volbách v roce 1992 byl zvolen do České národní rady za koalici Levý blok, kterou tvořila KSČM a menší levicové skupiny (volební obvod Severomoravský kraj). Zasedal v rozpočtovém výboru.
Od vzniku samostatné České republiky v lednu 1993 byla ČNR transformována na Poslaneckou sněmovnu Parlamentu České republiky. V únoru roku 1994 přešel do samostatného poslaneckého klubu KSČM poté, co se koalice Levý blok rozpadla na několik levicových frakcí. Mandát ve sněmovně obhájil ve volbách v roce 1996, volbách v roce 1998 a volbách v roce 2002. Po celé období let 1992–2006 byl členem rozpočtového výboru, v letech 2002–2006 i jeho místopředsedou.
Dlouhodobě je aktivní v komunální politice. V komunálních volbách roku 1990 a opětovně v komunálních volbách v roce 1994, komunálních volbách v roce 1998, komunálních volbách v roce 2002, komunálních volbách v roce 2006 a komunálních volbách v roce 2010 byl za komunisty zvolen do zastupitelstva města Frýdek-Místek. Ve volbách v roce 2014 však mandát neobhájil. V senátních volbách v roce 2008 kandidoval do horní komory parlamentu za senátní obvod č. 69 - Frýdek-Místek jako kandidát KSČM. Získal ale jen 16 % hlasů a nepostoupil do 2. kola.
Uspěl ale v regionální politice. V krajských volbách roku 2008 a opětovně v krajských volbách roku 2012 byl zvolen do Zastupitelstva Moravskoslezského kraje za KSČM. Po volbách v roce 2008 se navíc stal v rámci koalice ČSSD a KSČM náměstkem hejtmana pro sociální věci a kulturu. Tento post si podržel i po volbách v roce 2012. V krajských volbách v roce 2016 obhájil za KSČM post zastupitele Moravskoslezského kraje. Skončil však v pozici náměstka hejtmana. Mandát obhajoval i ve volbách v roce 2020, ale tentokrát neuspěl.